# World B. Free
World B. Free (* 9. Dezember 1953 in Atlanta, Georgia als Lloyd Bernard Free) ist ein ehemaliger US-amerikanischer Basketballspieler auf der Position des Shooting Guards. 
Seine 13-jährige NBA-Karriere startete Free bei den Philadelphia 76ers, die ihn beim 1975er Draft in der zweiten Runde an 23. Gesamtposition auswählten. In seinen drei Jahren in Philadelphia erreichte das Team jeweils die Playoffs. Nachdem in der Saison 1975/76 das Aus in der ersten Runde gekommen war, unterlag man in der Saison 1976/77 erst im Finale den Portland Trail Blazers mit 2:4. In der Saison 1977/78 erreichte das Team die zweite Runde. Free stand zwar nicht in der Startformation, stand aber ab der zweiten Saison im Schnitt 28 Minuten auf dem Feld und erzielte dabei 16 Punkte.
Am 12. Oktober 1978 wurde er im Tausch gegen einen Erstrunden-Draftpick zu den San Diego Clippers transferiert. Bei den Clippers erlebte er seine nach persönlichen Werten erfolgreichste Zeit. In der Saison 1978/79 erzielte er die zweitmeisten Punkte und verwandelte die meisten Freiwürfe in der NBA. Als Anerkennung wurde er ins All-NBA Second Team gewählt. In der Saison 1979/80 wurde er zum All-Star Game eingeladen. In diesem Jahr verwandelte er erneut die meisten Freiwürfe und landete auf Platz vier bei den Punkten. Die 30,2 Punkte pro Spiel aus diesem Jahr sollten sein Bestwert bleiben. Für die Playoffs reichte es in beiden Jahren trotzdem nicht, obwohl das Team im ersten Jahr mehr als die Hälfte alle Spiele gewinnen konnte.
Am 28. August 1980 wechselte Free zu den Golden State Warriors. Die Clippers erhielten dafür Phil Smith und einen Erstrunden-Draftpick. Wie zuvor in San Diego trug er auch in Oakland dazu bei, ein sehr schlechtes Team konkurrenzfähig zu machen. Die Playoffs wurden 1981 und 1982 dennoch verpasst, obwohl das Team 1982 55 % seiner Spiele gewinnen konnte. Free konnte nicht ganz an seine Punkteausbeute bei den Clippers anknüpfen, gehörte aber trotzdem zusammen mit Bernard King zu den erfolgreichsten Schützen. Zusätzlich steigerte er die Anzahl seiner Assists auf Karrierebestwerte von 5,6 und 5,4 pro Spiel.
Am 15. Dezember 1982 ging er im Tausch gegen Ron Brewer zu den Cleveland Cavaliers. In seinen gut vier Jahren in Cleveland steuerte Free in jeder Saison zwischen 22 und 24 Punkten pro Spiel bei und war damit jeweils der erfolgreichste Werfer eines schwachen Teams. Nur in der Saison 1984/85 konnten die Playoffs mit 44 % gewonnener Spiele erreicht werden. Dort verlor man in der ersten Runde gegen die Boston Celtics. In den anderen Jahren blieb die Siegquote teilweise deutlich unter 40 %.
Am 30. Dezember 1986 wurde er als Veteran Free Agent erneut von den Philadelphia 76ers verpflichtet. Cleveland erhielt einen Zweitrunden-Draftpick als Ausgleich. Anfang März 1987 wurde er entlassen.
Seine letzte Station waren die Houston Rockets, die Free am 1. Oktober 1987 als Free Agent unter Vertrag nahmen. Sein letztes Spiel macht er am 5. Mai 1988. In 886 Spielen der regulären Saison erzielte er 17.955 Punkte und kam auf 3.319 Assists. Das entspricht im Schnitt 20,3 Punkten und 3,7 Assists pro Spiel.